# Lautenbachzell

Lautenbachzell este o comună în departamentul Haut-Rhin din estul Franței. În 2009 avea o populație de 985 de locuitori.

## Evoluția populației
| An        | 1975 | 1982 | 1990 | 1999 | 2006  | 2009 |
| --------- | ---- | ---- | ---- | ---- | ----- | ---- |
| Populație | 935  | 861  | 912  | 935  | 1.033 | 985  |